# Manon Melis
Gabriëlla Maria Melis, detta Manon (Rotterdam, 31 agosto 1986), è una dirigente sportiva ed ex calciatrice olandese, di ruolo attaccante.
Nei suoi oltre vent'anni di attività sportiva, ha giocato quasi esclusivamente nel campionato svedese femminile di calcio, dove con la maglia dell'LdB Malmö ha vinto tre campionati, una Supercoppa di lega ed è stata la miglior marcatrice del campionato per tre stagioni e del club per cinque stagioni consecutive. Ha chiuso la sua carriera nel calcio giocato nel 2016 con la maglia del Seattle Reign, negli Stati Uniti d'America.
Ha debuttato con la maglia della nazionale olandese nel 2001, anno in cui ha esordito con i Paesi Bassi U-17. Ha trascorso poi un periodo con i Paesi Bassi U-19 prima di esordire con la Nazionale maggiore nel 2004, dove ha militato fino al 2016, periodo in cui è stata una giocatrice fondamentale della sua nazionale. È stata la giocatrice con più reti segnate (59) dal 2010 al 2019, record poi battuto da Vivianne Miedema.
Dal 2017 è responsabile dello sviluppo della squadra femminile del Feyenoord, con l'obiettivo iniziale di portarla in Eredivisie, traguardo poi raggiunto nell'edizione 2021-2022.

## Biografia
Nata a Rotterdam il 31 agosto 1986, è figlia del calciatore Harry Melis, che ha militato nella massima serie olandese in club come Feyenoord, ADO Den Haag e Dordrecht. Fin da bambina Melis ha voluto seguire le orme del padre e diventare una calciatrice professionista: ha cominciato a praticare il calcio nel 1993, all'età di sette anni, nella squadra femminile della città di Ridderkerk, dove ha da subito espresso il suo talento. Da bambina tifava per il Feyenoord, il club in cui militava il padre.

## Caratteristiche tecniche
Melis possedeva notevoli velocità e accelerazione, che l'hanno portata ad essere soprannominata "The Flying Dutchman". La velocità era una dote che caratterizzava anche il padre, e l'allenatore olandese Pim Verbeek ha dichiarato che anche lo stile di corsa dei due era simile. Emma Hayes, parte dello staff tecnico dello Sky Blue, ha definito Melis "tecnica e con un occhio meraviglioso per il gol". Anche l'allenatore dei Paesi Bassi Arjan van der Laan ha apprezzato le caratteristiche tecniche di Melis, in particolare la sue eccellenti velocità e capacità realizzative di goal e assist.

## Carriera

### Giocatrice

#### Club

##### Gli inizi: RVVH e Be Quick '28
Melis comincia a praticare l'attività calcistica nel 1993, militando nel RVVH, la squadra della città di Ridderkerk. In questi anni fa parte di rose miste, quindi composte sia da calciatori che da calciatrici, ma quando diventa maggiorenne nel 2004 e deve passare alla prima squadra, viene inserita nella rosa femminile. Nelle stagioni 2004-2005 e 2005-2006 milita in Hoofdklasse, l'allora massima serie olandese. Nel 2006 riceve un'offerta di ingaggio da parte del 2001 Duisburg, club della Frauen-Bundesliga, che però rifiuta, decidendo invece di rimanere in massima serie olandese e di trasferirsi al Be Quick '28.

##### LdB Malmö
Nel gennaio 2007, all'età di 20 anni, dopo aver trascorso pochi mesi col Be Quick '28, viene ingaggiata dall'LdB Malmö, l'attuale Rosengard, nella Damallsvenskan. Il club svedese, dopo essersi posizionato 4º nel campionato precedente, puntava a vincere l'edizione successiva acquistando giocatrici talentuose, come Melis stessa, Ásthildur Helgadóttir, centrocampista o attaccante dell'Islanda, e Caroline Jönsson, portiere della Svezia. Nella prima partita casalinga della stagione mette a segno una doppietta, contro il KIF Örebro. Il Malmo non riesce nei suoi propositi di vincere il campionato (che viene vinto nuovamente dall'Umeå) arrivando terzo. Conclude la prima stagione col club svedese con 10 reti segnate, divenendo miglior marcatrice della squadra e seconda del campionato, dietro solo a Lotta Schelin (26 reti).
Alla seconda stagione in Svezia, il Malmö arriva nuovamente terzo in campionato, vinto per la quarta volta consecutiva dall'Umeå. Con la maglia numero 14, Melis è miglior marcatrice del campionato insieme a Marta dell'Umeå IK, poiché entrambe le calciatrici segnano 23 reti. A fine stagione viene nominata tra i candidati al Diamantbollen, ma non le viene assegnato il riconoscimento, vinto invece da Frida Östberg dell'Umeå IK.
Nella Damallsvenskan 2009, il terzo campionato che disputa con la maglia del Malmö, la squadra si posiziona nuovamente terza, lasciando il successo al Linköping. Melis ottiene venti presenze in campionato in cui segna dieci reti, tra cui la sua prima tripletta contro il Piteå IF, alla seconda giornata di campionato.
La sua quarta stagione con la maglia del Malmö vede il club vincere la Damallsvenskan per la sesta volta, qualificandosi alla Champions League 2011-2012. Melis diventa miglior marcatrice del campionato per la seconda volta - dopo quella del 2008 - segnando 25 reti, di cui due triplette contro Kopparbergs/Göteborg e Umeå IK. A fine stagione, nel novembre 2010, viene nominata miglior attaccante dell'anno e della Damallsvenskan.
La stagione 2011 è la quinta per Melis con il Malmö, che inizia con la Supercupen, contro i vincitori della coppa nazionale, il KIF Örebro. Il trofeo viene vinto proprio dal Malmö, grazie alla rete decisiva di Melis nei tempi supplementari. La stagione termina anche con la vittoria del campionato, la seconda consecutiva. A fine stagione è nuovamente miglior marcatrice del torneo, condividendo il titolo con l'attaccante del Kristianstads DFF Margrét Lára Viðarsdóttir, avendo segnato entrambe 16 reti. Il 29 settembre 2011 Melis gioca la sua prima partita di Champions League contro il Graphistudio Tavagnacco, persa 2-1. La gara di ritorno viene vinta 5-0, con una doppietta di Melis, permettendo al Malmö di qualificarsi al turno successivo, in cui sfida il Neulengbach. Nella gara di andata, vinta 3-1, realizza una rete, mentre quella di ritorno, il 10 novembre 2011, è la sua ultima con il club svedese, in cui segna una rete. Il Malmö si qualifica quindi ai quarti di finale della competizione. Melis chiude le sue cinque stagioni al club svedese con 116 presenze e 93 reti e con l'essere stata miglior marcatrice del club per tutte e cinque le stagioni.

##### Sky Blue
Dopo gli anni trascorsi in Svezia con la maglia dell'LdB Malmö, il 15 novembre 2011 viene ingaggiata dallo Sky Blue, club della Women's Professional Soccer. L'allora allenatore della squadra, James Gabarra, ha dichiarato che poiché le difensori del campionato statunitense erano tipicamente veloci, alla sua formazione serviva un'attaccante rapida, e Melis era il profilo perfetto per queste esigenze. Tuttavia, poco prima dell'inizio del campionato 2012, l'USFF ha dichiarato che non si sarebbe svolto per problematiche legali. Molte giocatrici del campionato, tra cui Melis, rimasero così svincolate.

##### Linköping e ritorno all'LdB Malmo
Ad aprile 2012 Melis viene ingaggiata dal Linköping, facendo così ritorno, dopo una sola stagione, nella Damallsvenskan. L'allenatore Jörgen Pettersson l'ha definita «una forte aggiunta ad una rosa di giocatori già molto interessante». Melis indossa la maglia numero 9, e nelle prime partite della stagione segna quattro reti al Piteå IF e altre quattro al Djurgården. A fine campionato il Linköping si classifica terzo, mentre il campionato è vinto dal Tyresö FF. Melis realizza 16 reti in 21 presenze: è terza nella classifica dei marcatori, dietro a Christen Press del Kopparbergs/Göteborg (21 reti) e Anja Mittag dell'LdB Malmö (17). A dicembre 2012 viene ufficializzato il ritorno all'LdB Malmö, dovuto anche alla nostalgia della squadra e della città, come ha dichiarato Melis stessa. In campionato segna 11 reti in 21 presenze, tra cui una contro il Linköping, sua ex-squadra. Il Malmö ottiene il primo posto, vincendo l'ottavo titolo della sua storia.

##### Kopparbergs/Göteborg

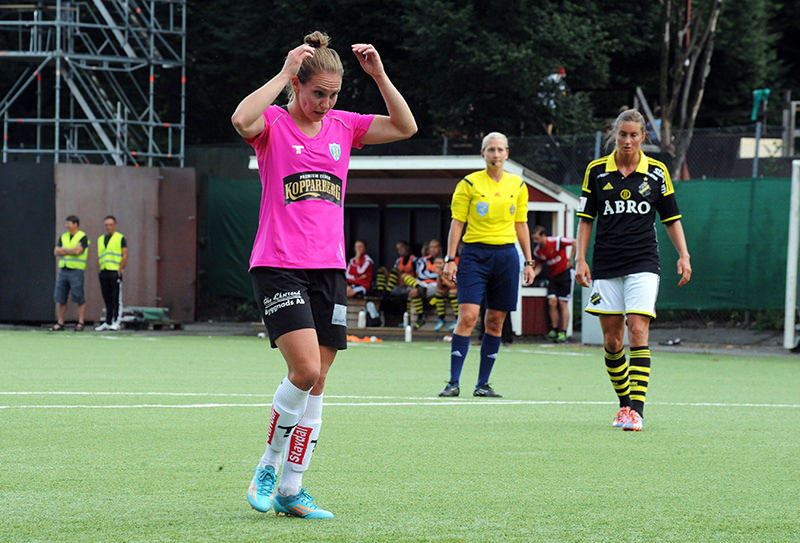
Melis con il nel 2014

Nonostante la sua volontà di restare al Malmö, il Kopparbergs/Göteborg offre a Melis uno stipendio più alto che decide di accettare. Come proprio il Malmö aveva fatto in passato quando aveva acquistato Melis nel 2007, anche il Kopparbergs/Göteborg aveva ceduto diverse giocatrici importanti, del calibro di Marie Hammarström, Anita Asante e Johanna Almgren, e aveva bisogno di acquistarne di altrettanto talentuose. Per il club la Damallsvenskan 2014 inizia con una vittoria per 5-0 sul Vittsjö GIK, in cui Melis segna subito una tripletta. A luglio, invece, segna quattro reti in venti minuti in una vittoria per 4-0 contro il Jitex BK, imponendosi così come una delle più importanti calciatrici nella rosa del club insieme alla compagna di nazionale Lieke Martens, come dichiarato anche dall'allenatore Stefan Rehn. A fine campionato la squadra si classifica al terzo posto, e il campionato è vinto dal Rosengård, l'ex LdB Malmö. Melis raggiunge il secondo posto nella classifica marcatori, con 16 reti, dietro a Anja Mittag (23); entrambe le calciatrici, però, hanno ottenuto il maggior numero di assist in campionato (11).
La stagione 2015 è l'ultima di Melis in Svezia da calciatrice, e la sua squadra si classifica sesta, con il Rosegård che trionfa nuovamente. A ottobre 2015 disputa la sua ultima partita, contro il KIF Örebro, terminata 4-2 per gli ospiti. Chiude il campionato come sesta miglior marcatrice in campionato e prima della sua squadra, e a fine stagione prende in considerazione il ritiro dal calcio giocato per aver segnato 9 gol in campionato, numero che Melis stessa ha ritenuto deludente.

##### Seattle Reign e ritiro

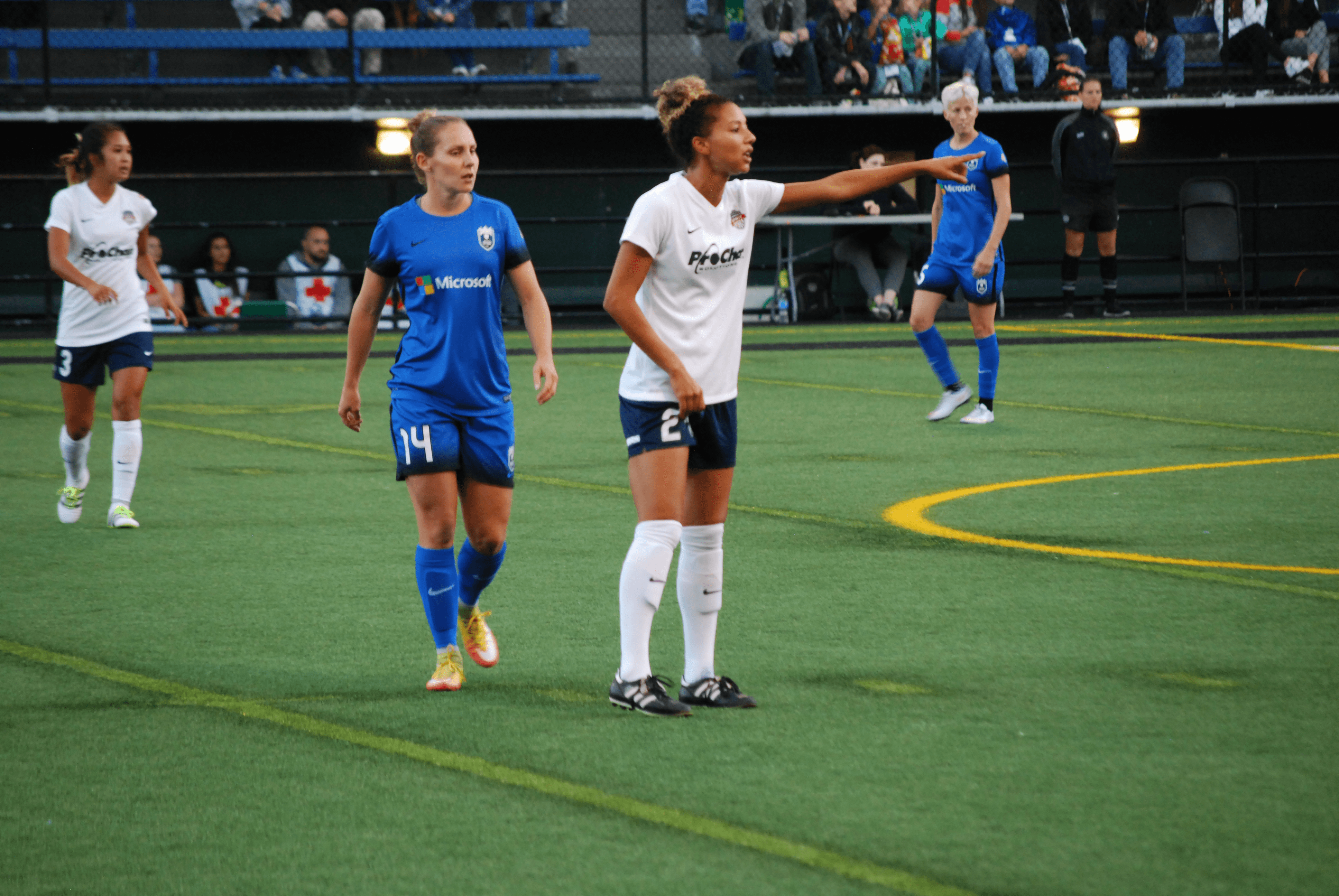
Melis (in maglia azzurra) con il, in una partita contro il

Abbandonata l'iniziale idea del ritiro, a novembre 2015 firma un contratto annuale con il Seattle Reign, nella National Women's Soccer League 2016. L'allenatrice del club, l'inglese Laura Harvey, ha dichiarato: «Manon è un talento fantastico che porterà qualcosa di nuovo al nostro attacco la prossima stagione. Siamo entusiasti di avere una giocatrice con la sua esperienza e il suo record costante di successi ai massimi livelli del calcio di club e internazionale che si unisca al nostro club la prossima stagione». La stagione del club inizia con una sconfitta contro lo Sky Blue, in cui Melis ha militato nel 2011 e nel 2012; segna invece la sua prima rete con la nuova squadra l'incontro successivo, vinto per 3-0 contro il Boston Breakers. A maggio, però, subisce un infortunio alla tibia in una partita contro il Portland Thorns, e resta inattiva per circa un mese; infine, il 25 settembre 2016 disputa la sua ultima partita in carriera, vinta 3-2 contro l'Houston Dash, in cui segna la sua ultima rete. Il Seattle chiude il campionato in quinta posizione, e Melis è miglior marcatrice della squadra, con 16 presenze e sette reti, che le valgono anche il premio di miglior attaccante dell'anno.
A novembre 2016 annuncia il ritiro dal calcio giocato, dichiarando che per lei era arrivato il momento di sperimentare altre cose importanti nella vita.

#### Nazionale

##### Esordio e primi anni
Esordisce con i Paesi Bassi U-17 l'8 maggio 2001 in Germania-Paesi Bassi, terminata 4-1, e con l'Under-19 il 22 gennaio 2003 in Belgio-Paesi Bassi, terminata 1-2. Dopo aver totalizzato con le nazionali minori 30 presenze e 16 reti, il 25 aprile 2004, all'età di 17 anni, esordisce in nazionale maggiore contro il Belgio, in una gara valida per le qualificazioni al campionato europeo femminile di calcio 2005. Melis sostituisce la compagna Desirée Post all'intervallo, e al minuto 74 segna la sua prima rete in nazionale maggiore. Nella successiva partita di qualificazione, contro la Norvegia, ottiene la sua seconda presenza, disputando tre minuti di gioco. Nel girone i Paesi Bassi si classificano al quarto posto, mancando così la qualificazione al torneo vero e proprio. Alla sedicesima presenza in Nazionale trova la seconda rete, in un'amichevole in preparazione alle qualificazioni al campionato mondiale femminile di calcio 2007, contro la Svizzera. I Paesi Bassi non si qualificano neanche al campionato del mondo, e di conseguenza non ottengono la partecipazione al torneo di calcio dei Giochi Olimpici del 2008, in Cina. Quasi tre anni dopo il suo debutto con la nazionale maggiore segna il terzo gol, in una vittoria per 2-0 contro l'Italia.
Prende poi parte alle qualificazioni al campionato europeo femminile di calcio 2009, in cui la nazionale olandese deve disputare i playoff sfidando Svizzera e Belgio. Melis segna in sei delle otto partite delle qualificazioni, permettendo così alla sua nazionale di qualificarsi al torneo, che è anche la prima prestigiosa competizione a cui prende parte. All'Europeo i Paesi Bassi si giocano la qualificazione ai quarti di finale nell'ultimo incontro del girone in cui affrontano la Danimarca; grazie ai gol di Smith e Melis viene ottenuta la qualificazione ai quarti di finale. Qui Melis si rivela ancora decisiva, segnando uno dei tiri di rigore contro la Francia. La semifinale viene disputata contro l'Inghilterra, che però batte le olandesi, eliminandole.

##### Anni centrali
Alla Cyprus Cup 2010, Melis segna in tre delle quattro partite disputate dai Paesi Bassi, laureandosi miglior marcatrice del torneo con quattro reti, a pari con la neozelandese Amber Hearn. Subito dopo si aprono le qualificazioni al campionato mondiale femminile di calcio 2011, dove i Paesi Bassi vengono sorteggiati nel girone insieme a Norvegia, Macedonia, Bielorussia e Slovacchia. Mancano però la qualificazione, e di conseguenza non partecipano neanche alle Olimpiadi del 2012 in Regno Unito. Nell'incontro con la Bielorussia Melis segna una doppietta, diventando momentaneamente (e fino al 2019) la miglior marcatrice di sempre della nazionale olandese, con 30 reti segnate, superando Marjoke de Bakker. Nel 2011 partecipa nuovamente alla Cyprus Cup e poi alle qualificazioni al campionato europeo femminile di calcio 2013, in cui segna otto reti, permettendo alla sua nazionale di qualificarsi al torneo. Il sorteggio vede i Paesi Bassi sfidare Germania, Islanda e Norvegia, e vengono eliminati alla fase a gironi.

##### Ultimi anni

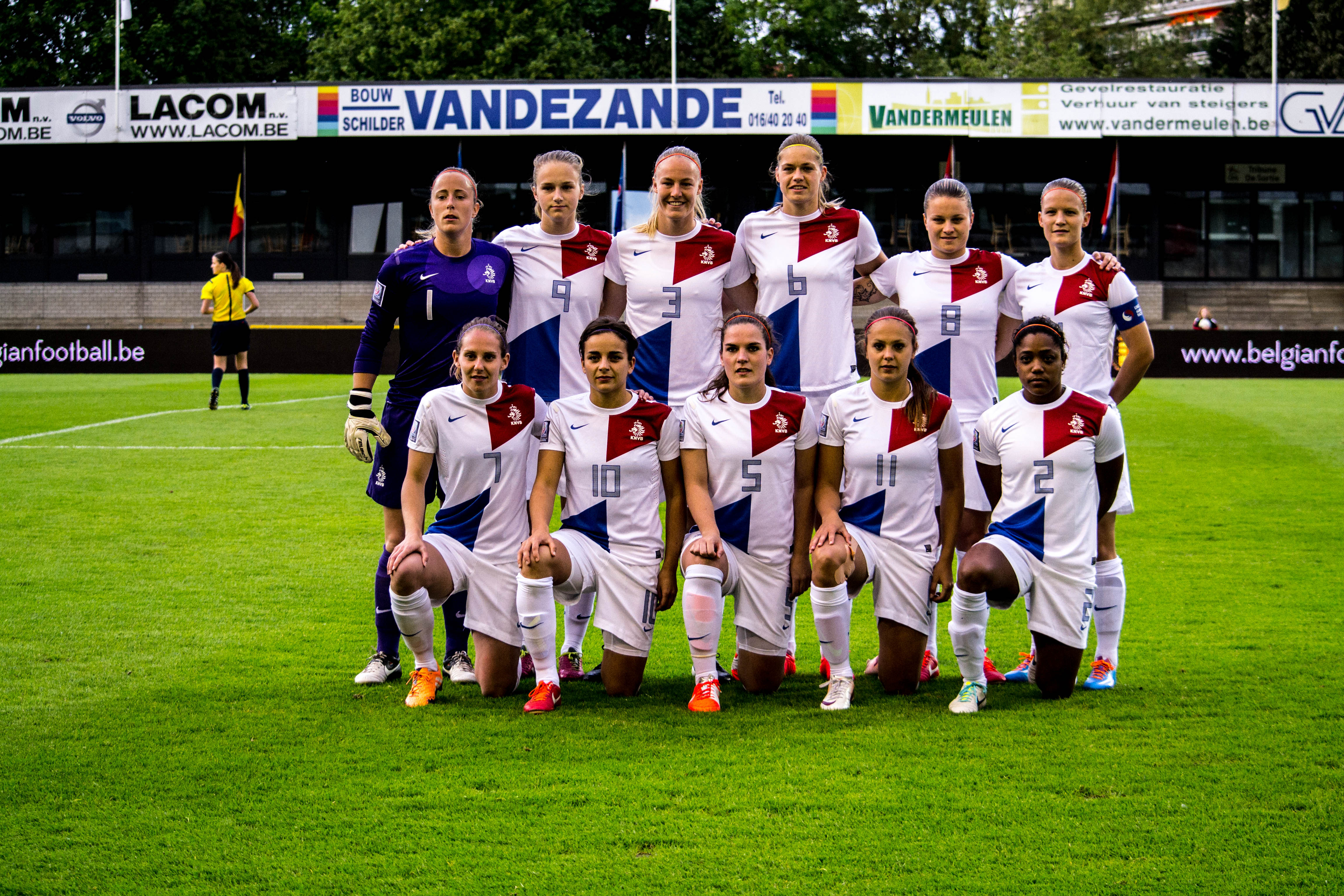
La Nazionale dei a maggio 2014, con Melis in prima fila a sinistra

Nel 2013 i Paesi Bassi partecipano alle qualificazioni al campionato mondiale femminile di calcio 2015, e nella partita di apertura contro l'Albania Melis segna una tripletta. La nazionale riesce a qualificarsi al torneo, che inizia con una vittoria per 1-0 contro la Nuova Zelanda. Dopo una vittoria contro la Cina e un pareggio con il Canada i Paesi Bassi si qualificano agli ottavi di finale contro il Giappone. L'incontro con la nazionale nipponica viene perso, e la nazionale viene così eliminata dal torneo. L'ultima competizione a cui Melis partecipa con la nazionale sono le qualificazioni alle Olimpiadi del 2016 in Brasile. La gara decisiva viene giocata contro la Svezia, e termina in parità (1-1). La Svezia si classifica così al primo posto del girone, ottenendo la partecipazione alla competizione, mentre i Paesi Bassi, classificatosi secondi, mancano la qualificazione.
Il 29 marzo 2016 annuncia il suo ritiro dalla Nazionale, anticipando la decisione di novembre dello stesso anno di abbandonare il calcio giocato. Chiude la sua carriera in Nazionale maggiore con 136 presenze e 59 reti. Pochi giorni dopo viene incaricata dalla UEFA, insieme all'ex calciatrice tedesca Nadine Keßler, di eseguire il sorteggio del campionato europeo femminile di calcio 2017, vinto proprio dai Paesi Bassi.
Per quasi nove anni ha detenuto il record di miglior marcatrice dei Paesi Bassi, ma è stata superata da Vivianne Miedema il 15 giugno 2019, quando ella ha segnato il 60° gol in maglia olandese contro il Camerun.

### Dopo il ritiro
Dopo il ritiro, annunciato a novembre 2016 al termine della stagione con la maglia del Seattle Reign, Melis entra a far parte dello staff del Feyenoord, dove si occupa della gestione delle squadre giovanili femminili del club. Nel 2017, invece, viene ufficialmente nominata responsabile dello sviluppo della sezione giovanile del club olandese. Anche grazie all'operato di Melis, nel 2019 nascono definitivamente tre squadre giovanili femminili del Feyenoord, che competono in campionati Under-13, Under-15 e Under-18.  A marzo del 2021, invece, ha dichiarato che la prima squadra femminile del Feyenoord avrebbe, per la prima volta, partecipato all'Eredivisie, a partire dall'edizione 2021-2022. Il Feyenoord conclude la sua prima stagione in Eredivisie al 5º posto e la successiva in 7ª posizione. Come premio per il "lavoro instancabile" compiuto, a gennaio 2022 il Feyenoord premia Melis con il "premio Willem van Hanegem". Melis è tutt'ora parte dello staff del Feyenoord.

## Statistiche

### Presenze e reti nei club
Statistiche aggiornate al 21 maggio 2016.
| Stagione                    | Squadra                     | Campionato                  | Campionato | Campionato | Coppe nazionali | Coppe nazionali | Coppe nazionali | Coppe continentali | Coppe continentali | Coppe continentali | Altre coppe | Altre coppe | Altre coppe | Totale | Totale |
| Stagione                    | Squadra                     | Comp                        | Pres       | Reti       | Comp            | Pres            | Reti            | Comp               | Pres               | Reti               | Comp        | Pres        | Reti        | Pres   | Reti   |
| --------------------------- | --------------------------- | --------------------------- | ---------- | ---------- | --------------- | --------------- | --------------- | ------------------ | ------------------ | ------------------ | ----------- | ----------- | ----------- | ------ | ------ |
| 2007                        | LdB Malmö                   | A                           | 20         | 10         | CS              | 0               | 0               | -                  | -                  | -                  | -           | -           | -           | 20     | 10     |
| 2008                        | LdB Malmö                   | A                           | 20         | 23         | CS              | 0               | 0               | -                  | -                  | -                  | -           | -           | -           | 20     | 23     |
| 2009                        | LdB Malmö                   | A                           | 20         | 10         | CS              | 3               | 0               | -                  | -                  | -                  | -           | -           | -           | 23     | 10     |
| 2010                        | LdB Malmö                   | A                           | 22         | 25         | CS              | 3               | 2               | -                  | -                  | -                  | -           | -           | -           | 25     | 27     |
| 2011                        | LdB Malmö                   | A                           | 21         | 16         | CS              | 2               | 2               | UWCL               | 4                  | 4                  | SS          | 1           | 1           | 28     | 23     |
| 2011                        | Sky Blue                    | WPS                         | 0          | 0          | -               | -               | -               | -                  | -                  | -                  | -           | -           | -           | 0      | 0      |
| 2012                        | Linköping                   | A                           | 21         | 16         | CS              | 1               | 0               | -                  | -                  | -                  | -           | -           | -           | 22     | 16     |
| 2013                        | LdB Malmö                   | A                           | 21         | 11         | CS              | 1               | 0               | UWCL               | 4                  | 3                  | -           | -           | -           | 26     | 14     |
| Totale LdB Malmö            | Totale LdB Malmö            | Totale LdB Malmö            | 124        | 95         |                 | 9               | 4               |                    | 8                  | 7                  |             | 1           | 1           | 142    | 107    |
| 2014                        | Kopparbergs/Göteborg        | A                           | 20         | 15         | CS              | 1               | 1               | -                  | -                  | -                  | -           | -           | -           | 21     | 16     |
| 2015                        | Kopparbergs/Göteborg        | A                           | 21         | 9          | CS+CS           | 1+1             | 0               | -                  | -                  | -                  | -           | -           | -           | 23     | 9      |
| Totale Kopparbergs/Göteborg | Totale Kopparbergs/Göteborg | Totale Kopparbergs/Göteborg | 41         | 24         |                 | 3               | 1               |                    | -                  | -                  |             | -           | -           | 44     | 25     |
| 2016                        | Seattle Reign               | NWSL                        | 16         | 7          | -               | -               | -               | -                  | -                  | -                  | -           | -           | -           | 16     | 7      |
| Totale carriera             | Totale carriera             | Totale carriera             | 202        | 142        |                 | 13              | 5               |                    | 8                  | 7                  |             | 1           | 1           | 224    | 155    |

### Cronologia presenze e reti in nazionale
| Cronologia completa delle presenze e delle reti in nazionale ― Paesi Bassi | Cronologia completa delle presenze e delle reti in nazionale ― Paesi Bassi | Cronologia completa delle presenze e delle reti in nazionale ― Paesi Bassi | Cronologia completa delle presenze e delle reti in nazionale ― Paesi Bassi | Cronologia completa delle presenze e delle reti in nazionale ― Paesi Bassi | Cronologia completa delle presenze e delle reti in nazionale ― Paesi Bassi | Cronologia completa delle presenze e delle reti in nazionale ― Paesi Bassi | Cronologia completa delle presenze e delle reti in nazionale ― Paesi Bassi |
| Data                                                                       | Città                                                                      | In casa                                                                    | Risultato                                                                  | Ospiti                                                                     | Competizione                                                               | Reti                                                                       | Note                                                                       |
| -------------------------------------------------------------------------- | -------------------------------------------------------------------------- | -------------------------------------------------------------------------- | -------------------------------------------------------------------------- | -------------------------------------------------------------------------- | -------------------------------------------------------------------------- | -------------------------------------------------------------------------- | -------------------------------------------------------------------------- |
| 25-4-2004                                                                  | Lovanio                                                                    | Belgio                                                                     | 0 – 3                                                                      | Paesi Bassi                                                                | Qual. Euro 2005                                                            | 1                                                                          | 46’ 63’                                                                    |
| 22-5-2004                                                                  | Wezep                                                                      | Paesi Bassi                                                                | 0 – 2                                                                      | Norvegia                                                                   | Qual. Euro 2005                                                            | -                                                                          | 87’                                                                        |
| 6-8-2004                                                                   | Zeist                                                                      | Paesi Bassi                                                                | 0 – 2                                                                      | Giappone                                                                   | Amichevole                                                                 | -                                                                          | 46’                                                                        |
| 18-9-2004                                                                  | Heerhugowaard                                                              | Paesi Bassi                                                                | 1 – 2                                                                      | Inghilterra                                                                | Amichevole                                                                 | -                                                                          |                                                                            |
| 22-9-2004                                                                  | Tuitjenhorn                                                                | Paesi Bassi                                                                | 0 – 1                                                                      | Inghilterra                                                                | Amichevole                                                                 | -                                                                          |                                                                            |
| 29-9-2004                                                                  | Katwijk                                                                    | Paesi Bassi                                                                | 1 – 5                                                                      | Danimarca                                                                  | Qual. Euro 2005                                                            | -                                                                          |                                                                            |
| 14-10-2004                                                                 | Berlino                                                                    | Germania                                                                   | 0 – 0                                                                      | Paesi Bassi                                                                | Amichevole                                                                 | -                                                                          | 76’                                                                        |
| 16-2-2005                                                                  | Maspalomas                                                                 | Spagna                                                                     | 0 – 0                                                                      | Paesi Bassi                                                                | Amichevole                                                                 | -                                                                          | 72’                                                                        |
| 18-2-2005                                                                  | Maspalomas                                                                 | Paesi Bassi                                                                | 0 – 1                                                                      | Finlandia                                                                  | Amichevole                                                                 | -                                                                          | 77’                                                                        |
| 13-4-2005                                                                  | Montbéliard                                                                | Francia                                                                    | 0 – 0                                                                      | Paesi Bassi                                                                | Amichevole                                                                 | -                                                                          |                                                                            |
| 19-4-2005                                                                  | Apeldoorn                                                                  | Paesi Bassi                                                                | 1 – 1                                                                      | Canada                                                                     | Amichevole                                                                 | -                                                                          |                                                                            |
| 3-5-2005                                                                   | Trelleborg                                                                 | Svezia                                                                     | 2 – 0                                                                      | Paesi Bassi                                                                | Amichevole                                                                 | -                                                                          |                                                                            |
| 20-8-2005                                                                  | Oulu                                                                       | Finlandia                                                                  | 4 – 0                                                                      | Paesi Bassi                                                                | Amichevole                                                                 | -                                                                          |                                                                            |
| 7-9-2005                                                                   | Zwolle                                                                     | Paesi Bassi                                                                | 0 – 2                                                                      | Italia                                                                     | Amichevole                                                                 | -                                                                          |                                                                            |
| 24-9-2005                                                                  | Parigi                                                                     | Francia                                                                    | 0 – 1                                                                      | Paesi Bassi                                                                | Qual. Mondiali 2007                                                        | -                                                                          |                                                                            |
| 12-10-2005                                                                 | Zwolle                                                                     | Paesi Bassi                                                                | 6 – 0                                                                      | Svizzera                                                                   | Amichevole                                                                 | 1                                                                          |                                                                            |
| 29-10-2005                                                                 | Kapfenberg                                                                 | Austria                                                                    | 0 – 1                                                                      | Paesi Bassi                                                                | Qual. Mondiali 2007                                                        | -                                                                          |                                                                            |
| 17-11-2005                                                                 | Zwolle                                                                     | Paesi Bassi                                                                | 0 – 1                                                                      | Inghilterra                                                                | Qual. Mondiali 2007                                                        | -                                                                          |                                                                            |
| 5-2-2006                                                                   | Maspalomas                                                                 | Paesi Bassi                                                                | 1 – 0                                                                      | Finlandia                                                                  | Amichevole                                                                 | -                                                                          |                                                                            |
| 8-2-2006                                                                   | Maspalomas                                                                 | Finlandia                                                                  | 0 – 0                                                                      | Paesi Bassi                                                                | Amichevole                                                                 | -                                                                          |                                                                            |
| 23-2-2006                                                                  | Almere                                                                     | Paesi Bassi                                                                | 0 – 0                                                                      | Cina                                                                       | Amichevole                                                                 | -                                                                          |                                                                            |
| 1-3-2006                                                                   | Vancouver                                                                  | Canada                                                                     | 1 – 0                                                                      | Paesi Bassi                                                                | Amichevole                                                                 | -                                                                          | 73’                                                                        |
| 4-3-2006                                                                   | Victoria                                                                   | Canada                                                                     | 3 – 1                                                                      | Paesi Bassi                                                                | Amichevole                                                                 | -                                                                          |                                                                            |
| 25-3-2006                                                                  | Andráshida                                                                 | Ungheria                                                                   | 0 – 5                                                                      | Paesi Bassi                                                                | Qual. Mondiali 2007                                                        | -                                                                          |                                                                            |
| 12-4-2006                                                                  | Zwolle                                                                     | Paesi Bassi                                                                | 2 – 1                                                                      | Islanda                                                                    | Amichevole                                                                 | -                                                                          | 88’                                                                        |
| 13-5-2006                                                                  | Zwolle                                                                     | Paesi Bassi                                                                | 0 – 2                                                                      | Francia                                                                    | Qual. Mondiali 2007                                                        | -                                                                          |                                                                            |
| 31-8-2006                                                                  | Londra                                                                     | Inghilterra                                                                | 4 – 0                                                                      | Paesi Bassi                                                                | Qual. Mondiali 2007                                                        | -                                                                          |                                                                            |
| 20-9-2006                                                                  | Zwolle                                                                     | Paesi Bassi                                                                | 4 – 0                                                                      | Austria                                                                    | Qual. Mondiali 2007                                                        | -                                                                          |                                                                            |
| 24-9-2006                                                                  | Zwolle                                                                     | Paesi Bassi                                                                | 4 – 0                                                                      | Ungheria                                                                   | Qual. Mondiali 2007                                                        | -                                                                          | 69’                                                                        |
| 29-10-2006                                                                 | Gimhae                                                                     | Paesi Bassi                                                                | 0 – 1                                                                      | Australia                                                                  | Coppa della Regina della Pace 2006                                         | -                                                                          | 72’                                                                        |
| 31-10-2006                                                                 | Seul                                                                       | Danimarca                                                                  | 1 – 0                                                                      | Paesi Bassi                                                                | Coppa della Regina della Pace 2006                                         | -                                                                          |                                                                            |
| 2-11-2006                                                                  | Seul                                                                       | Stati Uniti                                                                | 2 – 0                                                                      | Paesi Bassi                                                                | Coppa della Regina della Pace 2006                                         | -                                                                          |                                                                            |
| 22-11-2006                                                                 | Almere                                                                     | Paesi Bassi                                                                | 5 – 0                                                                      | Russia                                                                     | Amichevole                                                                 | -                                                                          | 82’                                                                        |
| 21-2-2007                                                                  | Almere                                                                     | Paesi Bassi                                                                | 2 – 0                                                                      | Italia                                                                     | Amichevole                                                                 | 1                                                                          |                                                                            |
| 14-3-2007                                                                  | Swindon                                                                    | Inghilterra                                                                | 0 – 1                                                                      | Paesi Bassi                                                                | Amichevole                                                                 | 1                                                                          |                                                                            |
| 12-4-2007                                                                  | Bochum                                                                     | Germania                                                                   | 5 – 1                                                                      | Paesi Bassi                                                                | Qual. Euro 2009                                                            | -                                                                          |                                                                            |
| 9-5-2007                                                                   | Zugo                                                                       | Svizzera                                                                   | 2 – 2                                                                      | Paesi Bassi                                                                | Qual. Euro 2009                                                            | 1                                                                          | 86’                                                                        |
| 29-7-2007                                                                  | Volendam                                                                   | Paesi Bassi                                                                | 0 – 0                                                                      | Corea del Nord                                                             | Amichevole                                                                 | -                                                                          |                                                                            |
| 26-8-2007                                                                  | Volendam                                                                   | Paesi Bassi                                                                | 2 – 1                                                                      | Galles                                                                     | Qual. Euro 2009                                                            | 1                                                                          |                                                                            |
| 1-10-2007                                                                  | Almere                                                                     | Paesi Bassi                                                                | 1 – 4                                                                      | Francia                                                                    | Amichevole                                                                 | 1                                                                          |                                                                            |
| 1-11-2007                                                                  | Volendam                                                                   | Paesi Bassi                                                                | 0 – 1                                                                      | Germania                                                                   | Qual. Euro 2009                                                            | -                                                                          |                                                                            |
| 27-1-2008                                                                  | Dublino                                                                    | Irlanda                                                                    | 1 – 1                                                                      | Paesi Bassi                                                                | Amichevole                                                                 | 1                                                                          |                                                                            |
| 20-2-2008                                                                  | Newport                                                                    | Galles                                                                     | 0 – 1                                                                      | Paesi Bassi                                                                | Amichevole                                                                 | 1                                                                          |                                                                            |
| 23-4-2008                                                                  | Maasmechelen                                                               | Belgio                                                                     | 2 – 2                                                                      | Paesi Bassi                                                                | Qual. Euro 2009                                                            | 1                                                                          |                                                                            |
| 10-8-2008                                                                  | Pretoria                                                                   | Sudafrica                                                                  | 1 – 2                                                                      | Paesi Bassi                                                                | Amichevole                                                                 | -                                                                          | 90+2’                                                                      |
| 30-8-2008                                                                  | L'Aia                                                                      | Paesi Bassi                                                                | 1 – 1                                                                      | Svizzera                                                                   | Qual. Euro 2009                                                            | 1                                                                          |                                                                            |
| 27-9-2008                                                                  | Volendam                                                                   | Paesi Bassi                                                                | 3 – 0                                                                      | Belgio                                                                     | Qual. Euro 2009                                                            | 2                                                                          |                                                                            |
| 5-3-2009                                                                   | Nicosia                                                                    | Russia                                                                     | 1 – 2                                                                      | Paesi Bassi                                                                | Cyprus Cup 2009                                                            | 2                                                                          | 89’                                                                        |
| 10-3-2009                                                                  | Paralimni                                                                  | Nuova Zelanda                                                              | 2 – 0                                                                      | Paesi Bassi                                                                | Cyprus Cup 2009                                                            | -                                                                          | 60’                                                                        |
| 12-3-2009                                                                  | Nicosia                                                                    | Sudafrica                                                                  | 0 – 5                                                                      | Paesi Bassi                                                                | Cyprus Cup 2009                                                            | 2                                                                          | 65’                                                                        |
| 11-7-2009                                                                  | Amsterdam                                                                  | Paesi Bassi                                                                | 5 – 0                                                                      | Svizzera                                                                   | Coppa delle Quattro Nazioni                                                | 1                                                                          | 53’                                                                        |
| 15-7-2009                                                                  | Amsterdam                                                                  | Paesi Bassi                                                                | 2 – 4                                                                      | Cina                                                                       | Coppa delle Quattro Nazioni                                                | 1                                                                          |                                                                            |
| 25-7-2009                                                                  | Sinsheim                                                                   | Germania                                                                   | 6 – 0                                                                      | Paesi Bassi                                                                | Amichevole                                                                 | -                                                                          |                                                                            |
| 8-8-2009                                                                   | Tilburg                                                                    | Paesi Bassi                                                                | 2 – 0                                                                      | Polonia                                                                    | Amichevole                                                                 | 1                                                                          | 46’                                                                        |
| 13-8-2009                                                                  | Krasnoarmeisk                                                              | Russia                                                                     | 1 – 0                                                                      | Paesi Bassi                                                                | Amichevole                                                                 | -                                                                          |                                                                            |
| 23-8-2009                                                                  | Turku                                                                      | Ucraina                                                                    | 0 – 2                                                                      | Paesi Bassi                                                                | Euro 2009                                                                  | -                                                                          |                                                                            |
| 26-8-2009                                                                  | Helsinki                                                                   | Paesi Bassi                                                                | 1 – 2                                                                      | Finlandia                                                                  | Euro 2009                                                                  | -                                                                          |                                                                            |
| 29-8-2009                                                                  | Lahti                                                                      | Germania                                                                   | 1 – 2                                                                      | Paesi Bassi                                                                | Euro 2009                                                                  | 1                                                                          |                                                                            |
| 3-9-2009                                                                   | Tampere                                                                    | Paesi Bassi                                                                | 0 – 0                                                                      | Francia                                                                    | Euro 2009                                                                  | -                                                                          |                                                                            |
| 6-9-2009                                                                   | Tampere                                                                    | Inghilterra                                                                | 2 – 1                                                                      | Paesi Bassi                                                                | Euro 2009                                                                  | -                                                                          |                                                                            |
| 24-10-2009                                                                 | Bekkestua                                                                  | Norvegia                                                                   | 3 – 0                                                                      | Paesi Bassi                                                                | Qual. Mondiali 2011                                                        | -                                                                          |                                                                            |
| 29-10-2009                                                                 | Zwolle                                                                     | Paesi Bassi                                                                | 13 – 1                                                                     | Macedonia del Nord                                                         | Qual. Mondiali 2011                                                        | 1                                                                          |                                                                            |
| 21-11-2009                                                                 | L'Aia                                                                      | Paesi Bassi                                                                | 1 – 1                                                                      | Bielorussia                                                                | Qual. Mondiali 2011                                                        | -                                                                          |                                                                            |
| 24-2-2010                                                                  | Nicosia                                                                    | Scozia                                                                     | 1 – 4                                                                      | Paesi Bassi                                                                | Cyprus Cup 2010                                                            | 2                                                                          |                                                                            |
| 26-2-2010                                                                  | Larnaca                                                                    | Paesi Bassi                                                                | 1 – 1                                                                      | Nuova Zelanda                                                              | Cyprus Cup 2010                                                            | 1                                                                          |                                                                            |
| 1-3-2010                                                                   | Larnaca                                                                    | Italia                                                                     | 1 – 1                                                                      | Paesi Bassi                                                                | Cyprus Cup 2010                                                            | -                                                                          | 60’                                                                        |
| 3-3-2010                                                                   | Nicosia                                                                    | Paesi Bassi                                                                | 4 – 0                                                                      | Svizzera                                                                   | Cyprus Cup 2010                                                            | 1                                                                          |                                                                            |
| 1-4-2010                                                                   | Senec                                                                      | Slovacchia                                                                 | 0 – 1                                                                      | Paesi Bassi                                                                | Qual. Mondiali 2011                                                        | -                                                                          | 69’                                                                        |
| 22-4-2010                                                                  | Kumanovo                                                                   | Macedonia del Nord                                                         | 0 – 7                                                                      | Paesi Bassi                                                                | Qual. Mondiali 2011                                                        | 1                                                                          |                                                                            |
| 19-6-2010                                                                  | Zwolle                                                                     | Paesi Bassi                                                                | 2 – 2                                                                      | Norvegia                                                                   | Qual. Mondiali 2011                                                        | 1                                                                          |                                                                            |
| 21-8-2010                                                                  | Maladzečna                                                                 | Bielorussia                                                                | 0 – 4                                                                      | Paesi Bassi                                                                | Qual. Mondiali 2011                                                        | 2                                                                          |                                                                            |
| 2-3-2011                                                                   | Nicosia                                                                    | Nuova Zelanda                                                              | 1 – 4                                                                      | Paesi Bassi                                                                | Cyprus Cup 2011                                                            | 2                                                                          | 87’                                                                        |
| 4-3-2011                                                                   | Larnaca                                                                    | Francia                                                                    | 1 – 2                                                                      | Paesi Bassi                                                                | Cyprus Cup 2011                                                            | 1                                                                          |                                                                            |
| 7-3-2011                                                                   | Larnaca                                                                    | Paesi Bassi                                                                | 6 – 0                                                                      | Svizzera                                                                   | Cyprus Cup 2011                                                            | -                                                                          | 59’                                                                        |
| 9-3-2011                                                                   | Paralimni                                                                  | Canada                                                                     | 2 – 1                                                                      | Paesi Bassi                                                                | Cyprus Cup 2011                                                            | -                                                                          |                                                                            |
| 3-4-2011                                                                   | Volendam                                                                   | Paesi Bassi                                                                | 6 – 2                                                                      | Scozia                                                                     | Amichevole                                                                 | -                                                                          | 83’                                                                        |
| 18-5-2011                                                                  | Venlo                                                                      | Paesi Bassi                                                                | 1 – 1                                                                      | Corea del Nord                                                             | Amichevole                                                                 | 1                                                                          |                                                                            |
| 7-6-2011                                                                   | Aquisgrana                                                                 | Germania                                                                   | 5 – 0                                                                      | Paesi Bassi                                                                | Amichevole                                                                 | -                                                                          |                                                                            |
| 22-8-2011                                                                  | Hohhot                                                                     | Cina                                                                       | 1 – 1                                                                      | Paesi Bassi                                                                | Amichevole                                                                 | -                                                                          | 61’                                                                        |
| 24-8-2011                                                                  | Hohhot                                                                     | Cina                                                                       | 0 – 1                                                                      | Paesi Bassi                                                                | Amichevole                                                                 | 1                                                                          |                                                                            |
| 21-9-2011                                                                  | Velsen-Zuid                                                                | Paesi Bassi                                                                | 6 – 0                                                                      | Serbia                                                                     | Qual. Euro 2013                                                            | 4                                                                          |                                                                            |
| 22-10-2011                                                                 | Vrbovec                                                                    | Croazia                                                                    | 0 – 3                                                                      | Paesi Bassi                                                                | Qual. Euro 2013                                                            | 1                                                                          |                                                                            |
| 27-10-2011                                                                 | Zwolle                                                                     | Paesi Bassi                                                                | 0 – 0                                                                      | Inghilterra                                                                | Qual. Euro 2013                                                            | -                                                                          |                                                                            |
| 15-2-2012                                                                  | Nîmes                                                                      | Francia                                                                    | 2 – 1                                                                      | Paesi Bassi                                                                | Amichevole                                                                 | -                                                                          | 86’                                                                        |
| 28-2-2012                                                                  | Larnaca                                                                    | Paesi Bassi                                                                | 2 – 1                                                                      | Italia                                                                     | Cyprus Cup 2012                                                            | 1                                                                          |                                                                            |
| 1-3-2012                                                                   | Nicosia                                                                    | Scozia                                                                     | 2 – 1                                                                      | Paesi Bassi                                                                | Cyprus Cup 2012                                                            | -                                                                          | 46’                                                                        |
| 4-3-2012                                                                   | Larnaca                                                                    | Paesi Bassi                                                                | 0 – 1                                                                      | Canada                                                                     | Cyprus Cup 2012                                                            | -                                                                          |                                                                            |
| 6-3-2012                                                                   | Larnaca                                                                    | Paesi Bassi                                                                | 2 – 2                                                                      | Nuova Zelanda                                                              | Cyprus Cup 2012                                                            | -                                                                          | 58’                                                                        |
| 5-4-2012                                                                   | Venlo                                                                      | Paesi Bassi                                                                | 3 – 1                                                                      | Slovenia                                                                   | Qual. Euro 2013                                                            | 1                                                                          |                                                                            |
| 17-6-2012                                                                  | Salford                                                                    | Inghilterra                                                                | 1 – 0                                                                      | Paesi Bassi                                                                | Qual. Euro 2013                                                            | -                                                                          |                                                                            |
| 20-6-2012                                                                  | Jakovo                                                                     | Serbia                                                                     | 0 – 4                                                                      | Paesi Bassi                                                                | Qual. Euro 2013                                                            | 2                                                                          |                                                                            |
| 15-9-2012                                                                  | Göteborg                                                                   | Svezia                                                                     | 2 – 1                                                                      | Paesi Bassi                                                                | Amichevole                                                                 | -                                                                          |                                                                            |
| 24-10-2012                                                                 | Eindhoven                                                                  | Paesi Bassi                                                                | 1 – 1                                                                      | Francia                                                                    | Amichevole                                                                 | -                                                                          | 64’                                                                        |
| 6-3-2013                                                                   | Larnaca                                                                    | Paesi Bassi                                                                | 1 – 1                                                                      | Finlandia                                                                  | Cyprus Cup 2013                                                            | -                                                                          |                                                                            |
| 11-3-2013                                                                  | Nicosia                                                                    | Paesi Bassi                                                                | 0 – 1                                                                      | Canada                                                                     | Cyprus Cup 2013                                                            | -                                                                          | 88’                                                                        |
| 5-4-2013                                                                   | Silkeborg                                                                  | Germania                                                                   | 0 – 1                                                                      | Paesi Bassi                                                                | Amichevole                                                                 | -                                                                          | 85’                                                                        |
| 9-4-2013                                                                   | L'Aia                                                                      | Paesi Bassi                                                                | 1 – 3                                                                      | Stati Uniti                                                                | Amichevole                                                                 | 1                                                                          |                                                                            |
| 29-6-2013                                                                  | Velsen-Zuid                                                                | Paesi Bassi                                                                | 3 – 1                                                                      | Australia                                                                  | Amichevole                                                                 | -                                                                          |                                                                            |
| 11-7-2013                                                                  | Växjö                                                                      | Germania                                                                   | 0 – 0                                                                      | Paesi Bassi                                                                | Euro 2013                                                                  | -                                                                          |                                                                            |
| 14-7-2013                                                                  | Kalmar                                                                     | Norvegia                                                                   | 1 – 0                                                                      | Paesi Bassi                                                                | Euro 2013                                                                  | -                                                                          |                                                                            |
| 17-7-2013                                                                  | Växjö                                                                      | Paesi Bassi                                                                | 0 – 1                                                                      | Islanda                                                                    | Euro 2013                                                                  | -                                                                          |                                                                            |
| 26-9-2013                                                                  | Tirana                                                                     | Albania                                                                    | 0 – 4                                                                      | Paesi Bassi                                                                | Qual. Mondiali 2015                                                        | 3                                                                          |                                                                            |
| 30-10-2013                                                                 | Volendam                                                                   | Paesi Bassi                                                                | 1 – 2                                                                      | Norvegia                                                                   | Qual. Mondiali 2015                                                        | -                                                                          |                                                                            |
| 23-11-2013                                                                 | Rotterdam                                                                  | Paesi Bassi                                                                | 7 – 0                                                                      | Grecia                                                                     | Qual. Mondiali 2015                                                        | 1                                                                          |                                                                            |
| 12-2-2014                                                                  | Zwolle                                                                     | Paesi Bassi                                                                | 1 – 1                                                                      | Belgio                                                                     | Qual. Mondiali 2015                                                        | -                                                                          | 90+1’                                                                      |
| 5-3-2014                                                                   | Larnaca                                                                    | Paesi Bassi                                                                | 2 – 2                                                                      | Australia                                                                  | Cyprus Cup 2014                                                            | -                                                                          |                                                                            |
| 7-3-2014                                                                   | Nicosia                                                                    | Scozia                                                                     | 4 – 3                                                                      | Paesi Bassi                                                                | Cyprus Cup 2014                                                            | 1                                                                          |                                                                            |
| 10-3-2014                                                                  | Nicosia                                                                    | Paesi Bassi                                                                | 0 – 3                                                                      | Francia                                                                    | Cyprus Cup 2014                                                            | -                                                                          | 13’                                                                        |
| 5-4-2014                                                                   | Candia                                                                     | Grecia                                                                     | 0 – 6                                                                      | Paesi Bassi                                                                | Qual. Mondiali 2015                                                        | 1                                                                          |                                                                            |
| 10-4-2014                                                                  | Helmond                                                                    | Paesi Bassi                                                                | 10 – 1                                                                     | Albania                                                                    | Qual. Mondiali 2015                                                        | -                                                                          |                                                                            |
| 7-5-2014                                                                   | Lovanio                                                                    | Belgio                                                                     | 0 – 2                                                                      | Paesi Bassi                                                                | Qual. Mondiali 2015                                                        | -                                                                          |                                                                            |
| 20-8-2014                                                                  | Nimega                                                                     | Paesi Bassi                                                                | 0 – 0                                                                      | Brasile                                                                    | Amichevole                                                                 | -                                                                          |                                                                            |
| 13-9-2014                                                                  | Venlo                                                                      | Paesi Bassi                                                                | 3 – 2                                                                      | Portogallo                                                                 | Qual. Mondiali 2015                                                        | -                                                                          |                                                                            |
| 17-9-2014                                                                  | Bekkestua                                                                  | Norvegia                                                                   | 0 – 2                                                                      | Paesi Bassi                                                                | Qual. Mondiali 2015                                                        | -                                                                          |                                                                            |
| 25-10-2014                                                                 | Edimburgo                                                                  | Scozia                                                                     | 1 – 2                                                                      | Paesi Bassi                                                                | Qual. Mondiali 2015                                                        | 1                                                                          |                                                                            |
| 30-10-2014                                                                 | Rotterdam                                                                  | Paesi Bassi                                                                | 2 – 0                                                                      | Scozia                                                                     | Qual. Mondiali 2015                                                        | 1                                                                          |                                                                            |
| 22-11-2014                                                                 | L'Aia                                                                      | Paesi Bassi                                                                | 1 – 1                                                                      | Italia                                                                     | Qual. Mondiali 2015                                                        | -                                                                          | 55’                                                                        |
| 27-11-2014                                                                 | Verona                                                                     | Italia                                                                     | 1 – 2                                                                      | Paesi Bassi                                                                | Qual. Mondiali 2015                                                        | -                                                                          |                                                                            |
| 7-2-2015                                                                   | Almelo                                                                     | Paesi Bassi                                                                | 7 – 0                                                                      | Thailandia                                                                 | Amichevole                                                                 | -                                                                          | 46’                                                                        |
| 4-3-2015                                                                   | Larnaca                                                                    | Paesi Bassi                                                                | 0 – 1                                                                      | Australia                                                                  | Cyprus Cup 2015                                                            | -                                                                          |                                                                            |
| 11-3-2015                                                                  | Larnaca                                                                    | Scozia                                                                     | 3 – 1                                                                      | Paesi Bassi                                                                | Cyprus Cup 2015                                                            | -                                                                          | 46’                                                                        |
| 4-4-2015                                                                   | Korinn                                                                     | Islanda                                                                    | 2 – 1                                                                      | Paesi Bassi                                                                | Amichevole                                                                 | -                                                                          |                                                                            |
| 8-4-2015                                                                   | Strømmen                                                                   | Norvegia                                                                   | 2 – 3                                                                      | Paesi Bassi                                                                | Amichevole                                                                 | 1                                                                          | 46’                                                                        |
| 30-5-2015                                                                  | York                                                                       | Svezia                                                                     | 2 – 1                                                                      | Paesi Bassi                                                                | Amichevole                                                                 | 1                                                                          | 61’                                                                        |
| 7-6-2015                                                                   | Edmonton                                                                   | Nuova Zelanda                                                              | 0 – 1                                                                      | Paesi Bassi                                                                | Mondiali 2015                                                              | -                                                                          |                                                                            |
| 12-6-2015                                                                  | Edmonton                                                                   | Cina                                                                       | 1 – 0                                                                      | Paesi Bassi                                                                | Mondiali 2015                                                              | -                                                                          |                                                                            |
| 16-6-2015                                                                  | Montréal                                                                   | Paesi Bassi                                                                | 1 – 1                                                                      | Canada                                                                     | Mondiali 2015                                                              | -                                                                          |                                                                            |
| 24-6-2015                                                                  | Vancouver                                                                  | Giappone                                                                   | 2 – 1                                                                      | Paesi Bassi                                                                | Mondiali 2015                                                              | -                                                                          |                                                                            |
| 17-9-2015                                                                  | Doetinchem                                                                 | Paesi Bassi                                                                | 8 – 0                                                                      | Bielorussia                                                                | Amichevole                                                                 | -                                                                          | -                                                                          |
| 23-10-2015                                                                 | Parigi                                                                     | Francia                                                                    | 1 – 2                                                                      | Paesi Bassi                                                                | Amichevole                                                                 | -                                                                          |                                                                            |
| 29-11-2015                                                                 | Volendam                                                                   | Paesi Bassi                                                                | 3 – 1                                                                      | Giappone                                                                   | Amichevole                                                                 | 2                                                                          | 78’                                                                        |
| 22-1-2016                                                                  | Belek                                                                      | Danimarca                                                                  | 0 – 2                                                                      | Paesi Bassi                                                                | Amichevole                                                                 | -                                                                          | 76’                                                                        |
| 25-1-2016                                                                  | Belek                                                                      | Paesi Bassi                                                                | 2 – 1                                                                      | Danimarca                                                                  | Amichevole                                                                 | -                                                                          | Cap. 46’                                                                   |
| 2-3-2016                                                                   | L'Aia                                                                      | Svizzera                                                                   | 3 – 4                                                                      | Paesi Bassi                                                                | Qual. Olimpiadi 2016                                                       | 1                                                                          | 75’                                                                        |
| 5-3-2016                                                                   | Rotterdam                                                                  | Norvegia                                                                   | 4 – 1                                                                      | Paesi Bassi                                                                | Qual. Olimpiadi 2016                                                       | 1                                                                          |                                                                            |
| 9-3-2016                                                                   | Rotterdam                                                                  | Paesi Bassi                                                                | 1 – 1                                                                      | Svezia                                                                     | Qual. Olimpiadi 2016                                                       | -                                                                          | 68’                                                                        |
| Totale                                                                     |                                                                            | Presenze (8º posto)                                                        | 136                                                                        |                                                                            | Reti (3º posto)                                                            | 59                                                                         |                                                                            |

## Palmarès

### Club
- Campionato svedese: 3

LdB Malmö: 2010, 2011, 2013
- Supercoppa svedese: 1

LdB Malmö: 2011

### Individuale
- Miglior marcatrice della Damallsvenskan: 3

2008 (23 gol, a pari merito con Marta), 2010 (25 gol), 2011 (16 gol, a pari merito con Margrét Lára Viðarsdóttir)